# Battaglia di Brémule
La battaglia di Brémule fu uno scontro militare nella Francia medievale tra il re francese Luigi VI il Grasso e il re inglese e duca di Normandia, Enrico I Beauclerc. La battaglia ebbe luogo il 20 agosto 1119 nel Vexin normanno sul campo di Brémule, vicino al villaggio di Gaillardbois-Cressenville nell'attuale dipartimento dell'Eure/regione della Normandia.

## Contesto
Nel 1106, il re Enrico I Beauclerc d'Inghilterra sconfisse suo fratello maggiore, il duca Roberto Cosciacorta, nella battaglia di Tinchebray, riunendo così il regno anglo-normanno creato dal padre, Guglielmo il Conquistatore, sotto un unico dominio. Enrico I Beauclerc divenne così uno dei sovrani più potenti della Francia continentale ed entrò in conflitto con la regalità francese dei Capetingi, di cui non riconosceva la presunta sovranità sulla Normandia.
Il re Luigi VI il Grasso di Francia si oppose al potere di Enrico Beauclerc e sostenne Guglielmo Clito come pretendente al ducato normanno: questo era un figlio del duca Roberto Cosciacorta, che era stato spodestato da Enrico Beauclerc. Il re di Francia continuò a fomentare l'insoddisfazione tra i baroni normanni, alimentata dal rigido governo di Enrico Beauclerc in Normandia. Nel 1118 scoppiò la ribellione in Normandia, ma Luigi VI non fu inizialmente in grado di sostenerla, avendo dovuto prima difendersi da una rivolta dei suoi vassalli nell'Île-de-France. Così nell'inverno del 1118, Enrico Beauclerc poté sbarcare in Normandia e gradualmente sottomise nuovamente i suoi vassalli. Solo nell'estate del 1119 Luigi VI fu in grado di dedicarsi alla Normandia.

## La battaglia
Luigi VI di Francia marciò dal castello di Étampes verso il Vexin normanno il 20 agosto 1119, avendo Les Andelys come destinazione. Fu il primo re a portare lo stendardo dell'abbazia di Saint-Denis, l'Oriflamme, in una campagna militare. Nel frattempo Enrico Beauclerc e il suo esercito erano impegnati a sottomettere altri ribelli intorno a Noyon-sur-Andelle (oggi Charleval). Appena arrivato a Les Andelys, Luigi VI marciò verso Noyon-sur-Andelle per conquistare il castello, ignaro che il nemico era vicino. Egli venne individuato da un gruppo di esploratori normanni appostati su una collina chiamata Verclives, che informarono immediatamente Enrico Beauclerc. Mentre i francesi devastavano le campagne intorno a Noyon-sur-Andelle, i normanni presero posizione sul campo di Brémule, vicino a Verclives, preparandosi allo scontro. Enrico Beauclerc fece quindi smontare 400 dei suoi cavalieri, che andarono a formare una linea serrata, lasciando solo 100 cavalieri sui loro cavalli sotto il comando di Riccardo FitzRoy.
Quando Luigi VI si accorse dei normanni, ordinò ai suoi 400 cavalieri di attaccare immediatamente. Tuttavia, l'attacco disordinato non solo "rimbalzò" sulla formazione normanna, ma fu letteralmente spazzato via da questa. I normanni che combattevano a piedi uccisero deliberatamente i cavalli francesi e catturarono i cavalieri che cadevano. Luigi VI perse così 80 dei suoi cavalieri in pochissimo tempo. Questa perdita sconvolse i restanti cavalieri francesi ed i loro alleati normanni. In quel momento, i 100 cavalieri normanni si gettarono nella mischia, costringendo alla fuga i restanti cavalieri del re francese. Lo stesso re Luigi VI fu disarcionato da cavallo durante il combattimento, ma riuscì a fuggire dal campo di battaglia a piedi. Per Enrico Beauclerc, questo fatto coronò la sua vittoria.

## Conseguenze
Orderico Vitale riferisce che il re Luigi VI, durante la sua fuga verso Les Andelys, si perse da solo in una foresta. In incognito, dovette essere scortato a Les Andelys da un uomo comune che aveva incontrato. Inoltre, Vitale riferisce che su 900 cavalieri che presero parte alla battaglia, solo tre vennero uccisi, ma che più di 150 cavalieri del re di Francia furono catturati dai normanni. La maggior parte di loro fu presto rilasciata, ma i ribelli normanni che avevano combattuto per Luigi VI ricevettero una severa punizione, venendo imprigionati da Enrico Beauclerc con la massima severità e, a causa di ciò, alcuni di loro morirono. Nella battaglia Luigi VI perse anche l'Oriflamme, catturata da un cavaliere e venduta da questo per duecento marchi d'argento a Enrico Beauclerc.
Con la sua vittoria, lo stesso Enrico Beauclerc poté difendere l'unità della Normandia con l'Inghilterra ("regno anglo-normanno") che aveva restaurato nel 1106; allo stesso tempo, la sua vittoria si tradusse nella sconfitta definitiva della rivolta in Normandia. Luigi VI, da parte sua, non osò più attaccare la Normandia e il suo protetto Guglielmo Clito dovette abbandonare ogni ambizione di riconquistare il ducato del padre.
Tuttavia, anche la vittoria di Enrico Beauclerc gli costò molto cara. Dopo che la Normandia fu nuovamente pacificata, intendeva tornare in Inghilterra con la sua famiglia. Ma il 25 novembre 1120, la "Nave Bianca" colpì uno scoglio davanti al porto di Barfleur e affondò. Tra gli altri, l'unico figlio legittimo di Enrico ed erede al trono, Guglielmo Adelin, annegò. I tentativi di assicurare la corona per sua figlia Matilde fallirono dopo la morte del re, portando a una guerra di successione ventennale in Inghilterra.

## Fonti
- Ordericus Vitalis, Historia Ecclesiastica Liber XII, §18, hrsg. von Marjorie Chibnall: The Ecclesiastical History of Orderic Vitalis (1978), Vol. 6, S. 236–243
- Sugerio di Saint-Denis, Vita Ludovici VI regis Philippi filii qui grossus dictus, in: Recueil des Historiens des Gaules et de la France 12 (1877), S. 45 und Henri Waquet: Vie de Louis VI le Gros (1964), S. 196–197